# اوزو (نوشیدنی)
اوزو (به یونانی: ούζο, IPA: [ˈuzo]) آپریتیف خشک با طعم رازیانه است که به طور گسترده در یونان مصرف می‌شود. این نوشیدنی از الکل‌های تصفیه شده که فرآیند تقطیر و طعم‌دهی را طی کرده‌اند، تهیه می‌شود. طعم آن شبیه به سایر لیکورهای رازیانه‌ای مانند پستیس (pastis)، سامبوکا (sambuca)، ماستیکا (mastika)، راکی (rakı) و عرق (arak) است.

## تاریخ
اوزو ریشه در تسیپورو (tsipouro) دارد که گفته می‌شود محصول کار گروهی از راهبان قرن ۱۴ در کوه آتوس (Mount Athos) بوده است. یک نوع از آن با رازیانه طعم‌دار شده بود. این نوع در نهایت اوزو (ouzo) نامیده شد.

## مبنع
1. ↑  میلر، کرینا؛ ارمسطرونگ، کیت؛ اووربوخ، الکسیس. Greece.
2. ↑  Epikouria Magazine. ۲۰۰۷  میلادی. تاریخ وارد شده در |تاریخ= را بررسی کنید (کمک)